# Drnholec
Drnholec (Duits: Dürnholz) is een Moravische vlek (městys) in de Tsjechische regio Zuid-Moravië, en maakt deel uit van het district Břeclav. Drnholec telt 1854 inwoners (2023).

## Geschiedenis
- 1249 – De eerste schriftelijke vermelding van Drnholec.
- 2006 – De gemeente Drnholec krijgt (opnieuw) de status vlek.[1]